# HC David Servis České Budějovice
HC David Servis České Budějovice (celým názvem: Hockey Club David Servis České Budějovice) byl český klub ledního hokeje, který sídlí v Českých Budějovicích v Jihočeském kraji. Založen byl v roce 1990 pod názvem SKP České Budějovice. Svůj poslední název nesl od roku 1999 do roku 2020. V jeho týmu působili bývalí hráči extraligového klubu HC České Budějovice Martin Štrba a Luboš Rob. Od sezóny 2016/17 do 2019/20 působil ve 2. lize, třetí české nejvyšší soutěži ledního hokeje. V roce 2020 se nedohodli na pronájmu ledové plochy v Pouzar centru. Snahu o pronájmu projevil bývalí hokejista Václav Prospal, který zkoušel pronájem v Budvar aréně. Klub nenašel pronájem ledové plochy, rozhodl se prodat druholigovou licenci do Hronova.
Klubové barvy jsou modrá a červená.
Své domácí zápasy odehrává v hokejovém centru Pouzar s kapacitou 300 diváků.

## Historické názvy
Zdroj:
- 1990 – SKP České Budějovice (Sportovní klub policie České Budějovice)
- 1993 – HC Donau České Budějovice (Hockey Club Donau České Budějovice)
- 1999 – HC David Servis České Budějovice (Hockey Club David Servis České Budějovice)

## Přehled ligové účasti
Stručný přehled
Zdroj:
- 1994–1995: Jihočeský krajský přebor (4. ligová úroveň v České republice)
- 1996–1997: Jihočeský krajský přebor (4. ligová úroveň v České republice)
- 2000–2009: Jihočeský krajský přebor (4. ligová úroveň v České republice)
- 2009–2016: Jihočeská krajská liga (4. ligová úroveň v České republice)
- 2016–2018: 2. liga – sk. Střed (3. ligová úroveň v České republice)
- 2018–2019: 2. liga – sk. Jih (3. ligová úroveň v České republice)
- 2019–2020 : 2. liga – sk. Střed (3. ligová úroveň v České republice)

Jednotlivé ročníky
Zdroj:
Legenda: ZČ - základní část, červené podbarvení - sestup, zelené podbarvení - postup, fialové podbarvení - reorganizace, změna skupiny či soutěže
| Česko (1994 – 2000) |                          |           |           |                                                       |                     |
| Sezóny              | Soutěž                   | Úroveň    | ZČ        | Play-off, nadstavba, sk. o udržení...                 | Poznámky            |
| 1994/95             | Jihočeský krajský přebor | 4. úroveň | 1. místo  |                                                       | Baráž               |
| ...                 |                          |           |           |                                                       |                     |
| 1996/97             | Jihočeský krajský přebor | 4. úroveň | 1. místo  |                                                       | Baráž               |
| ...                 |                          |           |           |                                                       |                     |
| 2000/01             | Jihočeský krajský přebor | 4. úroveň | 5. místo  |                                                       |                     |
| 2001/02             | Jihočeský krajský přebor | 4. úroveň | ?. místo  |                                                       |                     |
| 2002/03             | Jihočeský krajský přebor | 4. úroveň | ?. místo  |                                                       |                     |
| 2003/04             | Jihočeský krajský přebor | 4. úroveň | 8. místo  | Zápas o 3. místo (prohra)                             |                     |
| 2004/05             | Jihočeský krajský přebor | 4. úroveň | 7. místo  | Čtvrtfinále                                           |                     |
| 2005/06             | Jihočeský krajský přebor | 4. úroveň | 10. místo |                                                       |                     |
| 2006/07             | Jihočeský krajský přebor | 4. úroveň | 6. místo  | Čtvrtfinále                                           |                     |
| 2007/08             | Jihočeský krajský přebor | 4. úroveň | 4. místo  | Čtvrtfinále                                           |                     |
| 2008/09             | Jihočeský krajský přebor | 4. úroveň | 5. místo  | Čtvrtfinále                                           | Změna názvu soutěže |
| 2009/10             | Jihočeská krajská liga   | 4. úroveň | 10. místo |                                                       |                     |
| 2010/11             | Jihočeská krajská liga   | 4. úroveň | 6. místo  | Čtvrtfinále                                           |                     |
| 2011/12             | Jihočeská krajská liga   | 4. úroveň | 2. místo  | Finále                                                |                     |
| 2012/13             | Jihočeská krajská liga   | 4. úroveň | 2. místo  | Finále                                                |                     |
| 2013/14             | Jihočeská krajská liga   | 4. úroveň | 1. místo  | Vítěz                                                 | Baráž               |
| 2014/15             | Jihočeská krajská liga   | 4. úroveň | 2. místo  | Finále                                                |                     |
| 2015/16             | Jihočeská krajská liga   | 4. úroveň | 1. místo  | Vítěz                                                 | Baráž               |
| 2016/17             | 2. liga – sk. Střed      | 3. úroveň | 9. místo  | Ne                                                    |                     |
| 2017/18             | 2. liga – sk. Střed      | 3. úroveň | 8. místo  | Osmifinále (prohra 0:3 na zápasy s BK Havlíčkův Brod) | Změna skupiny       |
| 2018/19             | 2. liga – sk. Jih        | 3. úroveň | 5. místo  |                                                       | Změna skupiny       |
| 2019/20             | 2. liga – sk. Střed      | 3. úroveň | 6. místo  | play-off zrušeno kvůli pandemii covidu-19             | Prodej licence      |

## Galerie

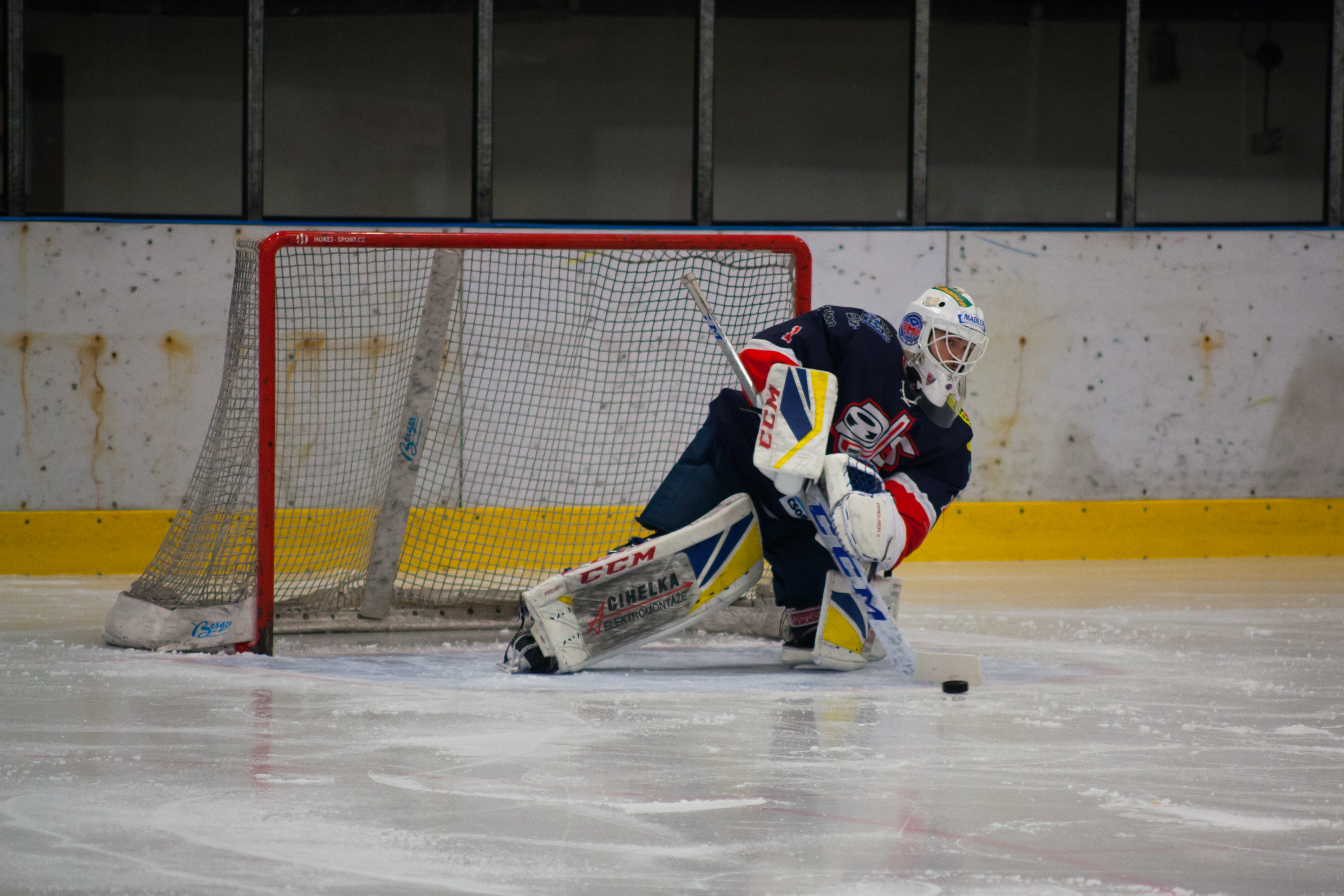
Brankář HC David Servis České Budějovice (2019)
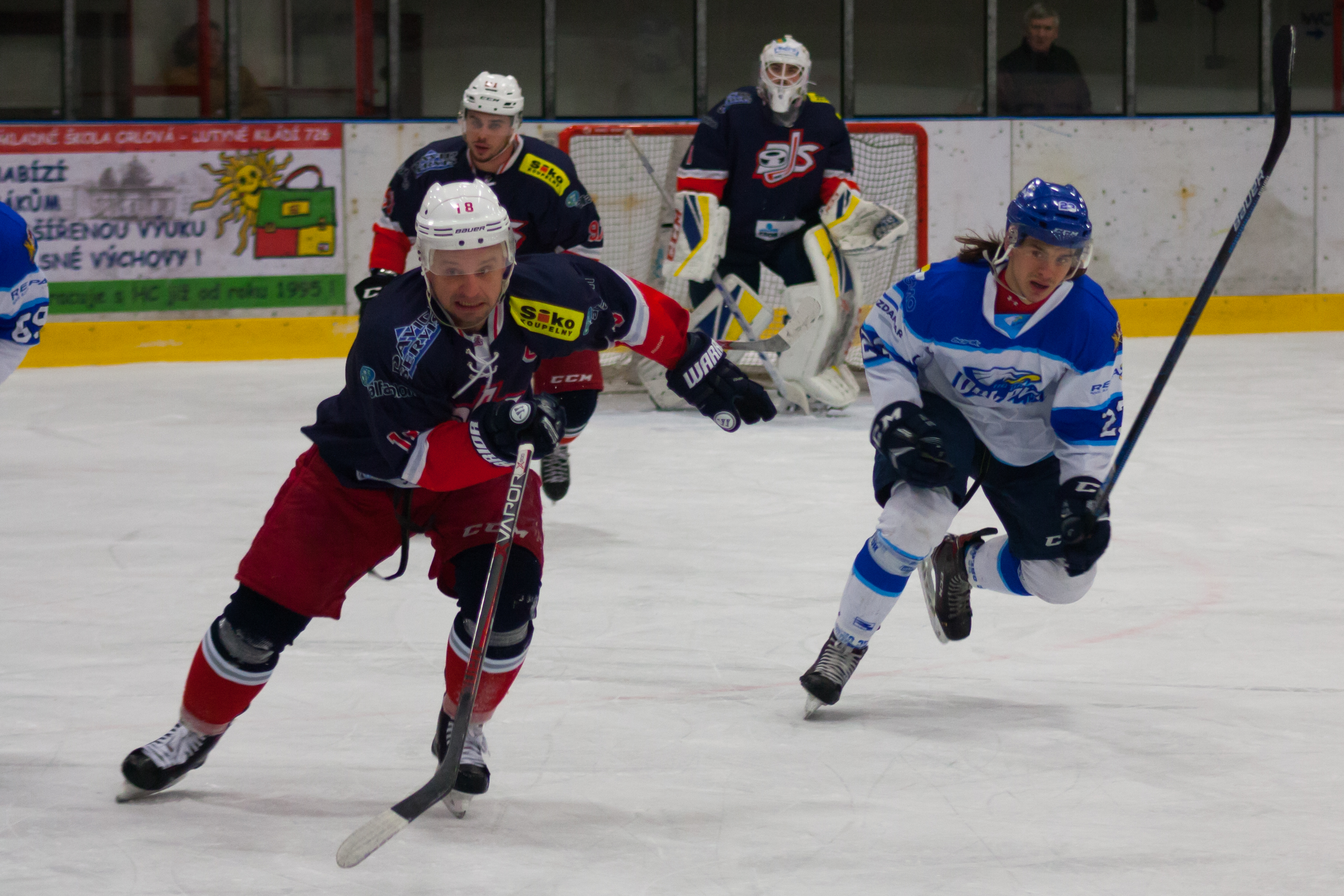
Zápas HC Orli Orlová 1930-HC David Servis České Budějovice (2019)
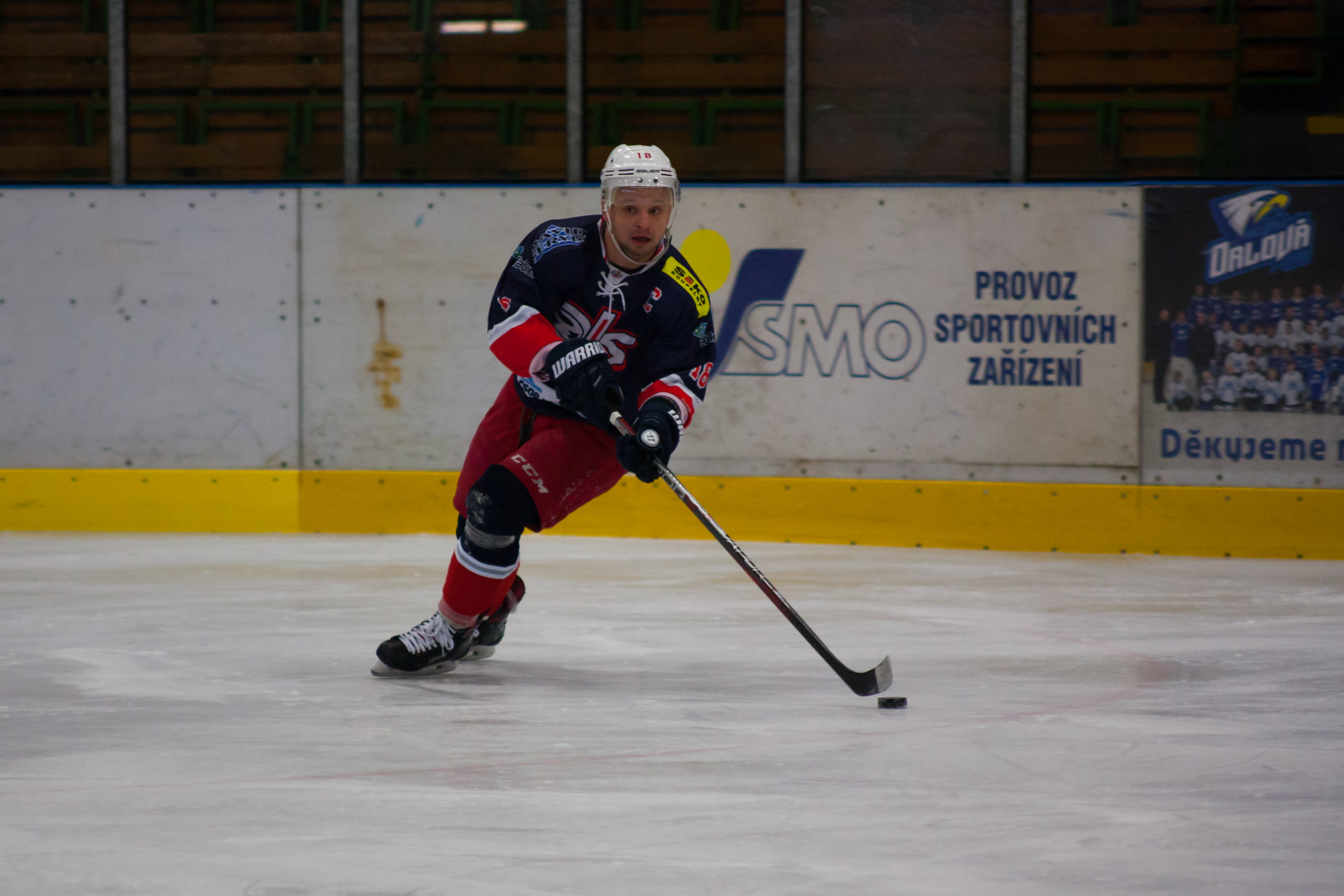
Hráč HC David Servis České Budějovice (2019)
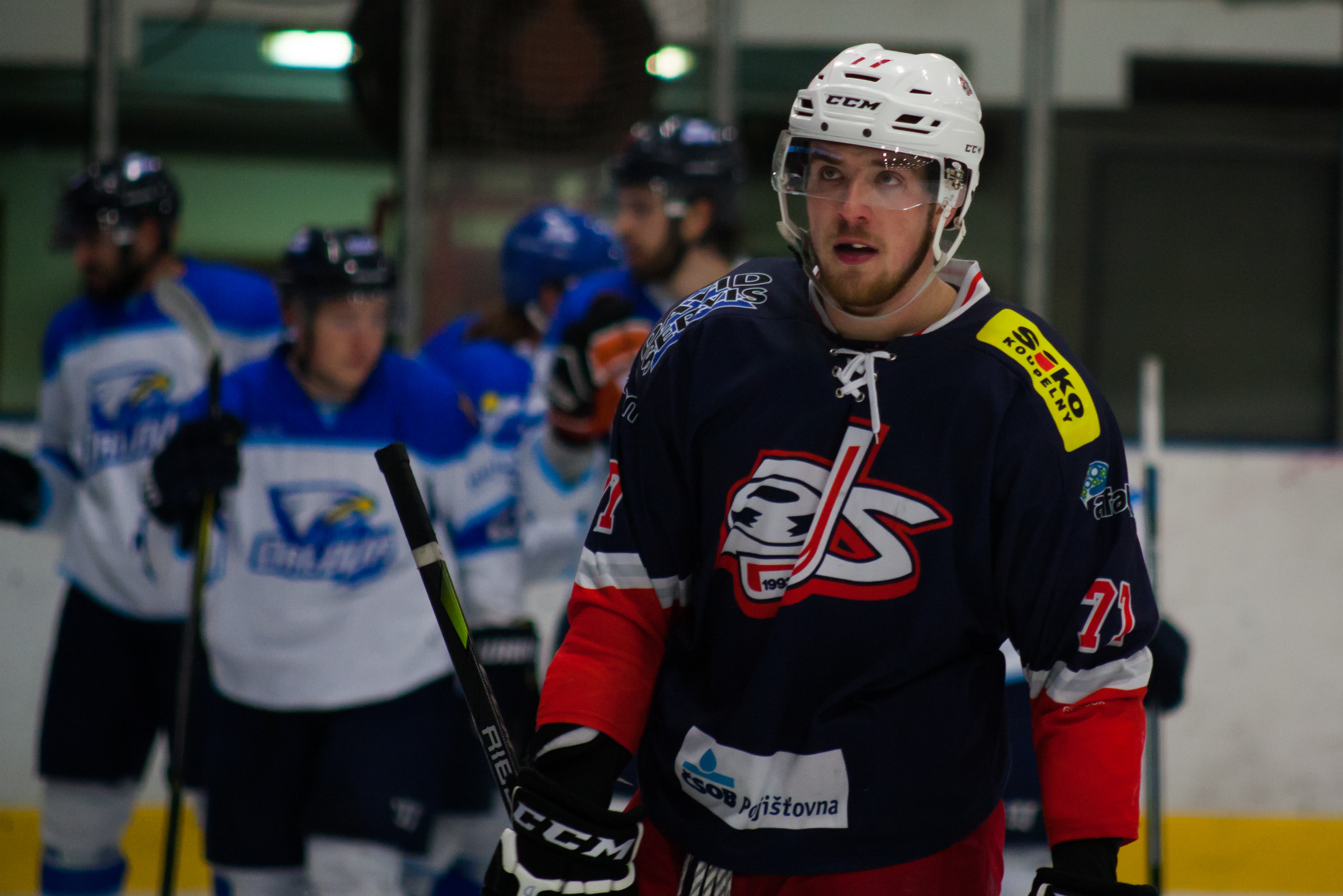
Hráč HC David Servis České Budějovice ve venkovním zápase proti HC Orli Orlová 1930 (2019)